# هیداکی کیتاجیما
هیداکی کیتاجیما (به انگلیسی: Hideaki Kitajima) بازیکن فوتبال اهل ژاپن و عضو تیم ملی فوتبال ژاپن است که در تاریخ ۱۷ اکتبر ۲۰۰۰ میلادی اولین بازی ملی‌اش را انجام داد. او در ۳ بازی ملی حضور داشت و آخرین بازی ملی خود را در تاریخ ۲۰ دسامبر ۲۰۰۰ میلادی انجام داد. هیداکی کیتاجیما در بازی‌های ملی‌اش
۱ گل به ثمر رساند.